# Przejście graniczne Przełęcz Okraj-Pomezní Boudy
Przejście graniczne Przełęcz Okraj-Pomezní Boudy – polsko-czeskie drogowe przejście graniczne położone w województwie dolnośląskim, w powiecie karkonoskim, w gminie miejskiej Kowary na Przełęczy Okraj, zlikwidowane w 2007.

## Opis
Przejście graniczne Przełęcz Okraj-Pomezní Boudy z miejscem odprawy granicznej po stronie czeskiej w miejscowości Pomezní Boudy, czynne było całą dobę. Dopuszczony był ruch pieszych, rowerzystów, motocykli, samochodów osobowych i mały ruch graniczny.
Do przejścia granicznego po stronie polskiej, można było dojechać drogą wojewódzką nr 368, a od strony czeskiej drogą nr 252.
21 grudnia 2007 na mocy układu z Schengen przejście graniczne zostało zlikwidowane.

### Przejścia graniczne z Czechosłowacją
W okresie istnienia Czechosłowackiej Republiki Socjalistycznej funkcjonowały w tym miejscu polsko-czechosłowackie przejścia graniczne:
- Krzaczyna – drogowe, uruchomione od stycznia 1964. Dopuszczony był ruch osobowy turystyczny. Czynne było w godz. 8.00–19.00 w okresie letnim (maj–październik) i w godz. 8.00–16.00 w okresie zimowym (listopad–kwiecień)[3]. Kontrolę graniczną osób, towarów oraz środków transportu wykonywała Strażnica WOP Graniczne Budy.
- Przełęcz Okraj – drogowe. Czynne było codziennie: 1 maja–31 października w godz. 6.00–20.00, 1 listopada–30 kwietnia w godz. 7.00–18.00. Dopuszczony był ruch osobowy i towarowy[4].

Tylko dla obywateli:

1. Ludowej Republiki Bułgarii
2. Czechosłowackiej Republiki Socjalistycznej
3. Niemieckiej Republiki Demokratycznej
4. Polskiej Rzeczypospolitej Ludowej
5. Socjalistycznej Republiki Rumunii
6. Węgierskiej Republiki Ludowej
7. Związku Socjalistycznych Republik Radzieckich.

W związku z wejściem w życie Umowy o turystycznym ruchu pogranicznym, utworzony został Punkt Kontroli Ruchu Turystycznego, na bazie którego rok później utworzono Placówkę Kontroli Ruchu Turystycznego z siedzibą w budynku Strażnicy WOP Graniczne Budy. 4 stycznia 1964, strona czeska oddała do użytku nowy obiekt wybudowany na potrzeby kontroli ruchu granicznego, w tym turystycznego, ok. 30 m od granicy po stronie CSRS. Polscy kontrolerzy i celnicy otrzymali w nim lokal. Pierwszymi zawodowymi kontrolerami ruchu w tym przejściu byli plut. Stefan Paszkiewicz i plut. Jan Giereło.
Przejście graniczne funkcjonowało do grudnia 1981.

## Galeria

Przejście graniczne Przełęcz Okraj-Pomezní Boudy
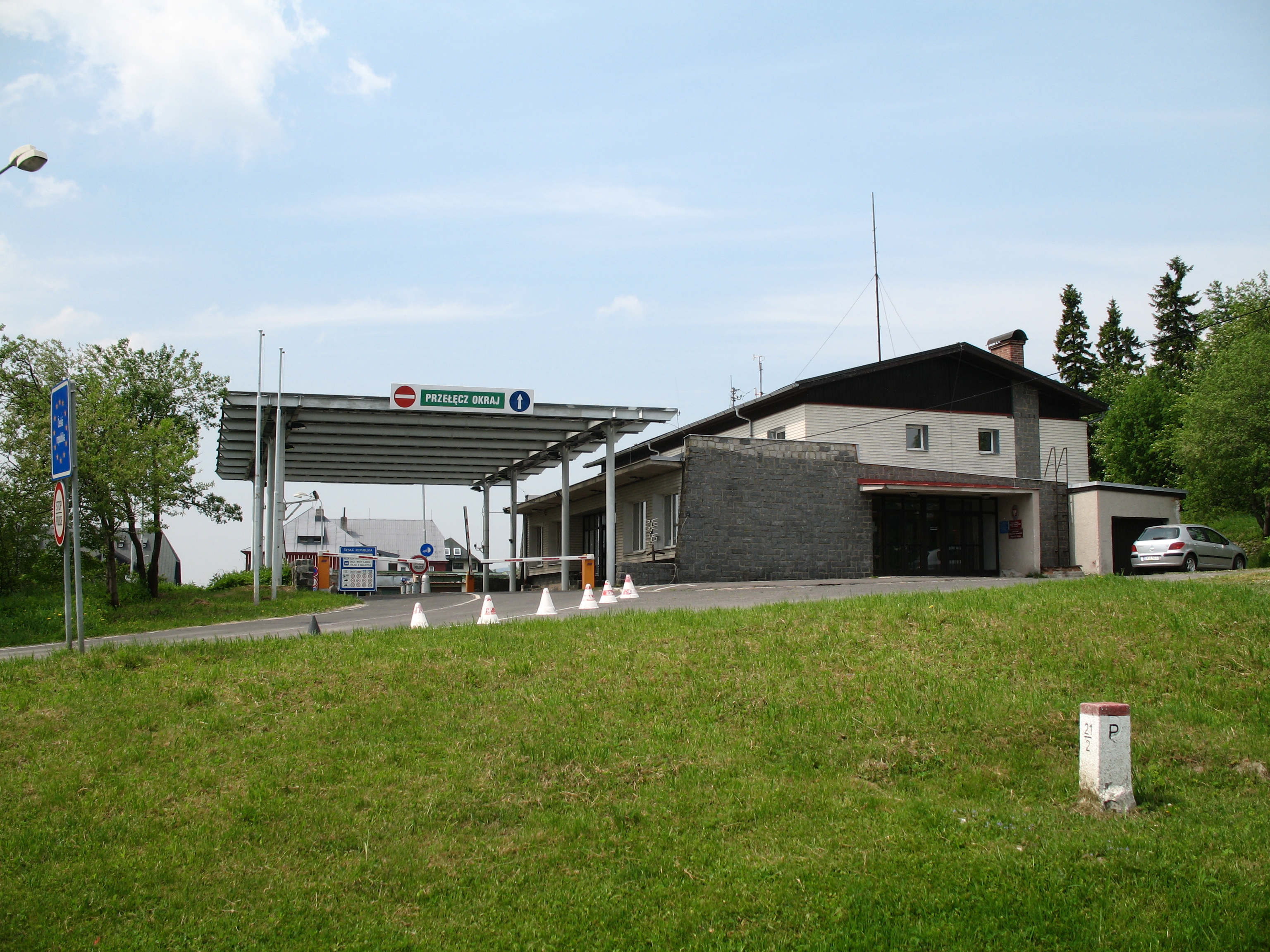
Widok od strony polskiej (czerwiec 2006)
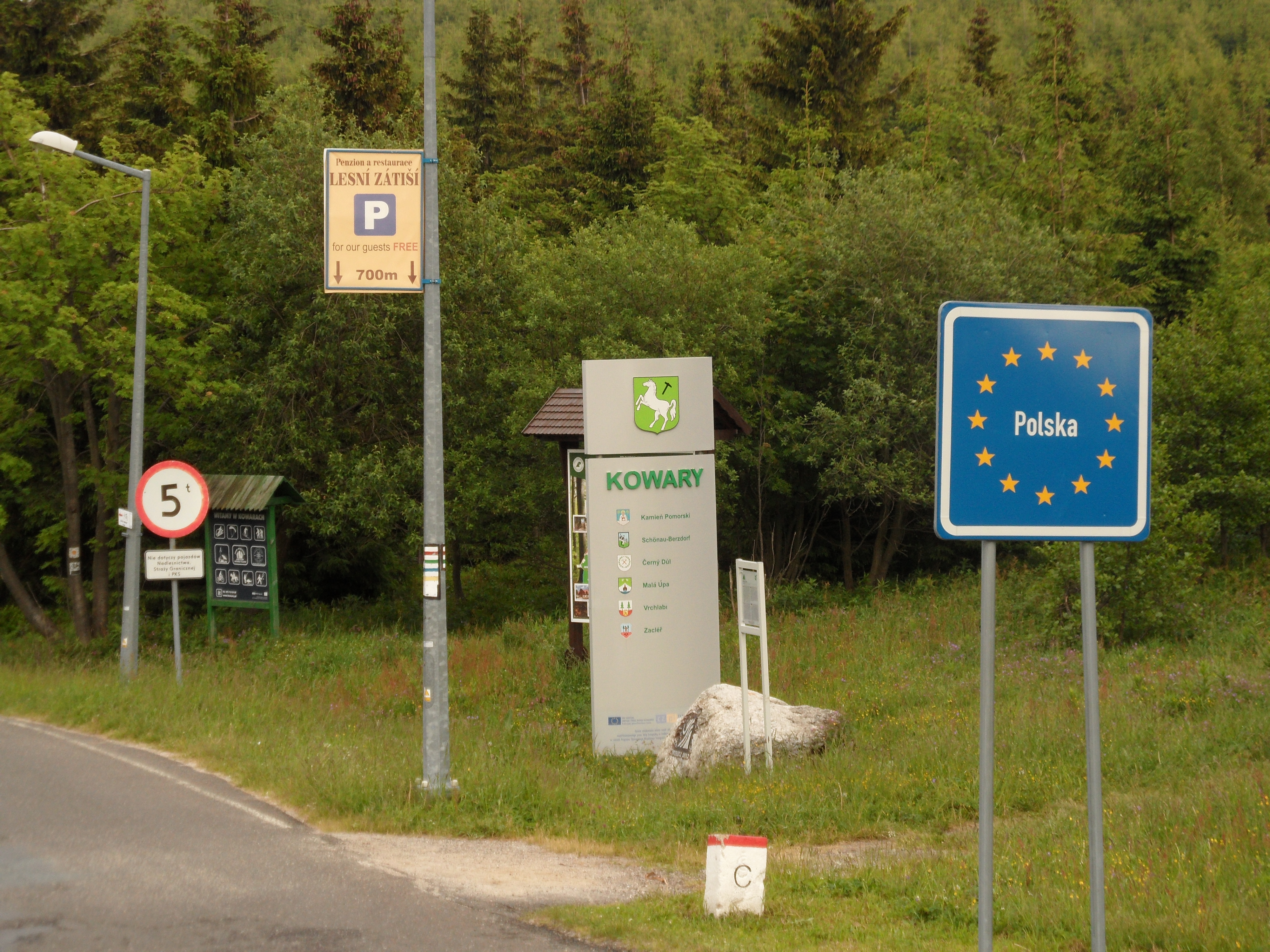
Widok od strony czeskiej (czerwiec 2011)
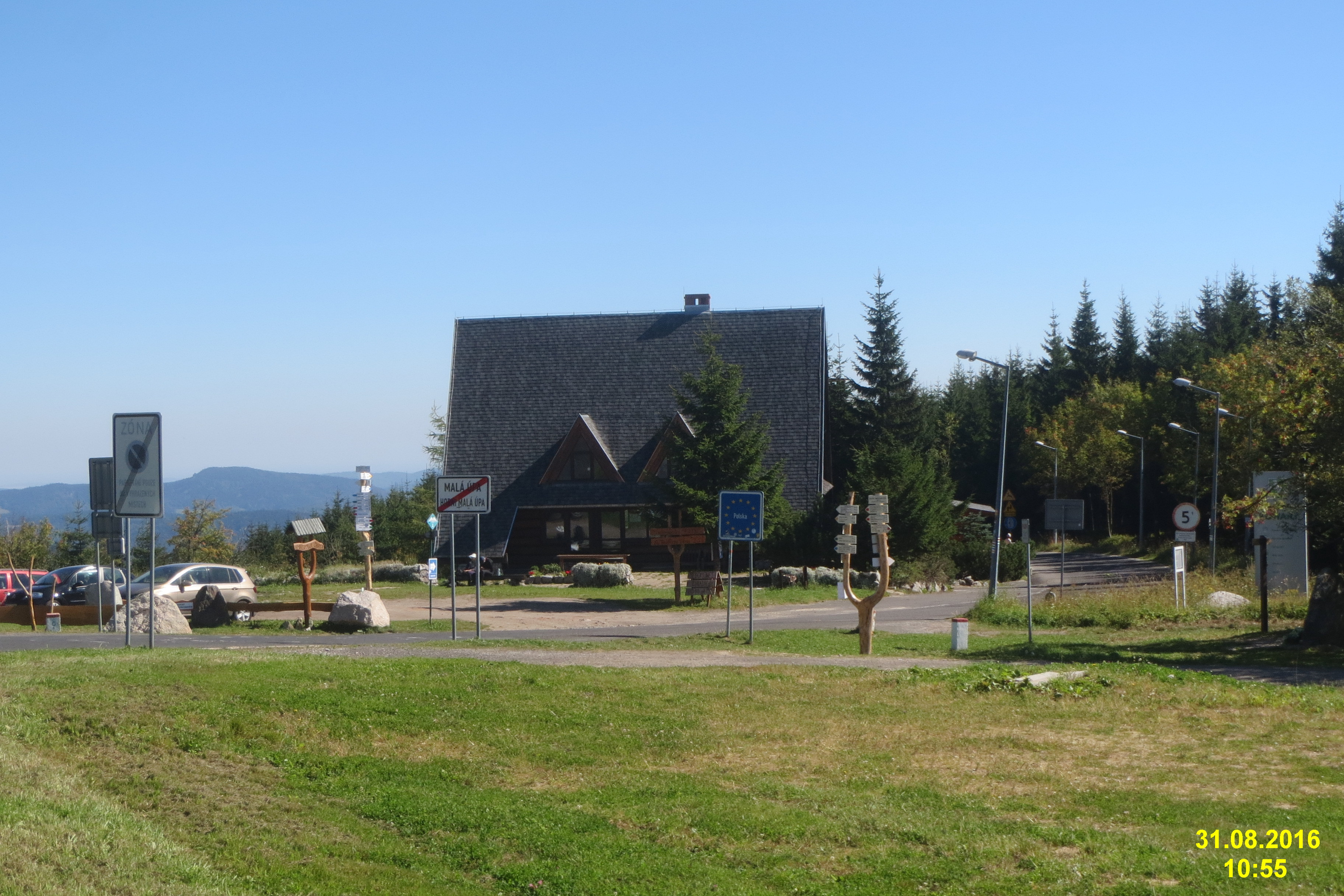
Widok od strony czeskiej (sierpień 2016)